# Waschdorf

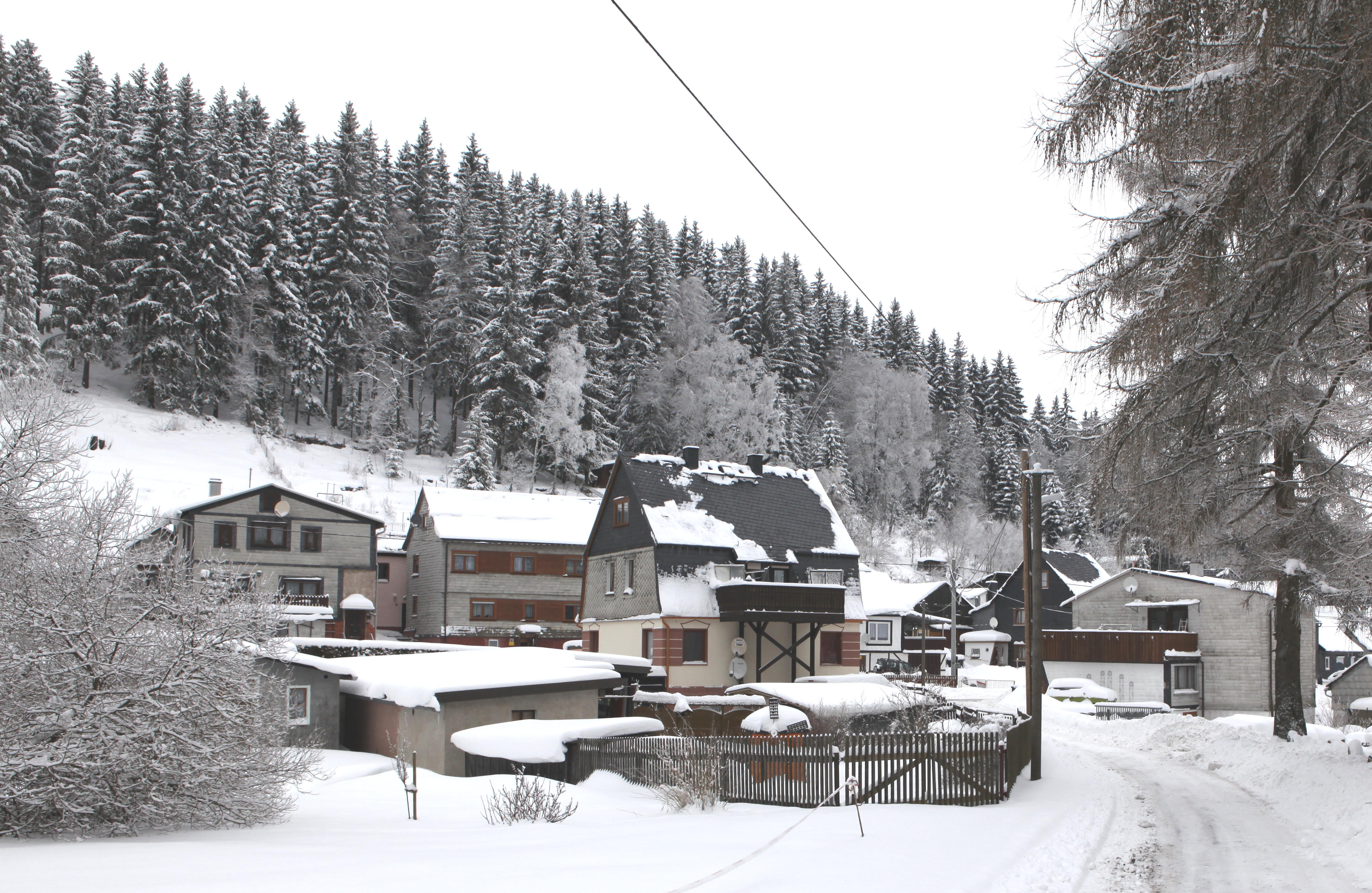
Waschdorf

Waschdorf ist eine Ortschaft des Ortsteils Lichte der Stadt Neuhaus am Rennweg im Landkreis Sonneberg in Thüringen.
In Waschdorf vereinigt sich der Kieselbach mit der Kleinen Lichte. Es ist ein mit dem Ort Lichte zusammengewachsenes Gebirgsdorf und befindet sich in einem Richtung Norden verlaufenden Tal zwischen dem westlichen Apelsberg und dem östlichen Mittelberg. Am ehemaligen Ortseingang Oberlichte auf die Bundesstraße 281 (Sonneberger Straße) vereinen sich Waschdorf und Lichte.